# Axylia posterioducta
Axylia posterioducta är en fjärilsart som beskrevs av Fletcher 1961. Axylia posterioducta ingår i släktet Axylia och familjen nattflyn. Inga underarter finns listade i Catalogue of Life.